# Крапля світла
Крапля світла — український мелодраматичний 4-серійний міні-серіал режисера Миколи Михайлова, за однойменним романом Ольги Єгорової.

## Опис
Дві сестри всіляко підтримуючи один одного. Старша Валерія (Анастасія Паніна) з дитинства стала для молодшої Насті (Анастасія Річі) найкращим товаришем, авторитетом та захисницею від негараздів.
Настя не уявляла собі життя без улюбленої сестри, але сталося непоправне. Одного разу Валерія вирішила позбутися небажаної вагітності, і під час проведення операції померла. Як виявилося, в усьому винна анестезія, на переносимість якої Леру перед операцією ніхто не перевірив. Настя у всьому звинувачує лікарів, і тепер мріє тільки про помсту. Дівчина не стала обмежуватися мріями про помсту, але й почала реалізовувати свої задуми.
Для цього вона перевтілилася в підступну Світлану, яка не має нічого спільного з лагідної Настею. Вся її діяльність підпорядкована одній меті — зруйнувати щастя людей, яких вона вважає винними в загибелі своєї самого близької людини. Проте, у міру реалізації своїх планів Настя починає розуміти, що все не так просто, як вона собі уявляла. Дізнавшись правду, Настя розуміє, що мало не вчинила непоправне, і перш за все по відношенню до власного особистого щастя.
Виявилося, що лікар-анестезіолог Маргарита Селезньова (Євгенія Симонова) зовсім не винна у смерті Валерії. Настя відмовилася від своїх планів, і це принесло їй щастя — вона закохалася у сина лікаря Сергія (Павло Баршак).

## У ролях
| Актор               | Роль                               |
| ------------------- | ---------------------------------- |
| Георгій Тараторкін  | Павло Олексійович Селезньов        |
| Євгенія Симонова    | Маргарита Станіславівна Селезньова |
| Павло Баршак        | Сергій Селезньов                   |
| Анастасія Паніна    | Валерія                            |
| Анастасія Річі      | Настя                              |
| Сергій Романюк      | декан                              |
| Неоніла Білецька    | пані з песиком                     |
| Наталія Васько      | Ірина, колега Маргарити            |
| Олексій Вертинський | фотограф з мавпочкою               |
| Світлана Зубченко   | Оксана, колишня дівчина Сергія     |
| Костянтин Корецький | Гліб, друг Сергія                  |
| Дарина Єгоркіна     | Вероніка                           |
| Вікторія Токманенко | Олеся                              |
| Галина Опанасенко   | сусідка                            |
| Віктор Сарайкін     | Альберт Петрович, начальник Сергія |
| Анатолій Зіновенко  | хворий                             |
| Григорій Боковенко  | хворий                             |
| Надія Кондратовська | епізод                             |
| Костянтин Данилюк   | епізод                             |
| Ася Біла            | епізод                             |
| Галина Свята        | епізод                             |
| Ельвіра Хомюк       | епізод                             |
| Карина Бєлова       | епізод (немає в титрах)            |